# Halorhodopsine

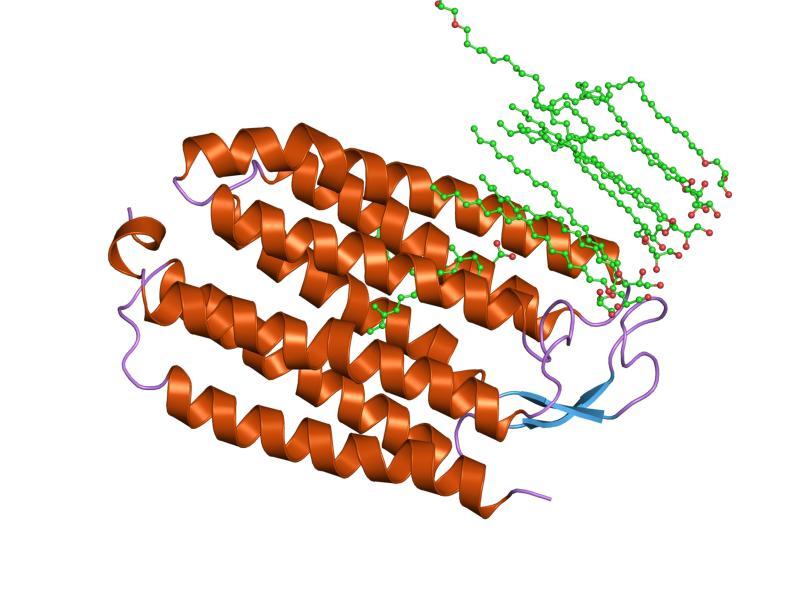
L'halorhodopsine est une protéine constituée de sept hélices α transmembranaires, de structure tertiaire semblable à celle de la bactériorhodopsine et de la rhodopsine).

L'halorhodopsine est une protéine transmembranaire formant un canal ionique spécifique aux anions chlorure Cl– chez une classe d'archées particulière appelée Halobacteria. Sa structure est semblable à celle de la bactériorhodopsine, et elle utilise également le rétinal comme cofacteur photosensible. Le pic d'absorption du complexe rétinal-halorhodopsine se situe autour de 570 nm. Ce canal pompe les ions Cl– vers l'intérieur de la cellule en utilisant l'énergie de la lumière jaune et verte du spectre visible ; d'autres ions halogène et des nitrate NO3– sont également pompés à l'intérieur de la cellule par cette protéine. Il ne faut pas la confondre avec la bactériorhodopsine, une autre protéine transmembranaire des halobactéries, qui pompe les protons hors des cellules sous l'effet de la lumière en vue de produire de l'énergie métabolique (ATP).